# Hoobastank
Hóobastank (часто стилизуется как h∞bastank) — американская рок-группа, основанная в 1994 году в Агура-Хиллз вокалистом Дагом Роббом и гитаристом Дэном Эстрином, к которым позднее присоединились барабанщик Крис Хессе и басист Маркку Лаппалайнен. Изначально играя в стиле фанк-рок, с 2000 года группа сосредоточилась на исполнении пост-гранжа. В том же году был подписан контракт с Island Records, продлившийся 12 лет, в течение которых были выпущены 5 студийных альбомов и один EP. В 2012 году лейблом Open E Entetainment был выпущен седьмой альбом группы, Fight or Flight. К настоящему моменту альбомы Hoobastank распроданы тиражом в 10 миллионов по всему миру.

## История группы

### Первые годы (1994—1997)
Hoobastank была основана в Лос-Анджелесе в 1994 году вокалистом Дагом Роббом (англ. Doug Robb) и гитаристом Дэном Эстрином. Они познакомились на одном из конкурсов школьных рок-команд, будучи прямыми конкурентами. Вскоре борьба превратилась в сотрудничество, и музыканты решили основать общий проект. Через объявление в местной газете о группе узнали барабанщик Крис Хессе (англ. Chris Hesse) и басист Маркку Лаппалайнен (англ. Markku Lappalainen).
Постепенно популярность группы росла, а после выпуска кассетного мини-альбома «Muffins» коллектив вместе с Incubus начал выступать в известных лос-анджелесских клубах «Troubadour», «Whiskey» и «Roxy». Затем концертная деятельность пошла на спад, но в 1998 году группа активно продолжила свою деятельность.

### They Sure Don’t Make Basketball Shorts Like They Used To (1998—2000)
В 1998 году Hoobastank собственными усилиями записали и издали свой первый полноформатный альбом, получивший длинное название They Sure Don't Make Basketball Shorts Like They Used To. Пластинка была наполнена элементами фанка и ска, в особенности из-за широкого использования саксофона, на котором играл Джереми Уоссер. Благодаря ярким выступлениям и ажиотажу в прессе, которую поднял релиз группы, спрос на диск пользовался успехом. «Это неповторимое чувство, когда узнаешь, что наша музыка находит путь к сердцам слушателей во всём мире. Мы бы не поверили, пока не получили е-мейл от паренька из Бразилии, в котором он сообщил, что после прослушивания нашего альбома создал сайт, посвящённый нашей группе», — говорит Эстрин в одном из интервью.
К группе проявил интерес лейбл «Island Records», с которым музыканты и подписали свой первый профессиональный контракт в 2000 году. После этого группа для «разогрева» перед записью нового альбома создали несколько каверов на несколько песен, в том числе на «Do Ya Think I’m Sexy?» Рода Стюарта и «Girls Just Want to Have Fun» Синди Лопер.
К моменту подписания контракта у Hoobastank был готов материал для нового альбома. Диск, получивший название Forward, должен был выйти в том же 2000 году, но продюсер посчитал материал слишком сырым, и релиз пластинки была заморожен. В 2001 году альбом оказался в интернете, а пара песен попала в следующий релиз группы.

### Crawling in the Dark / Running Away (2001—2002)
В ноябре 2001 года группа выпустила дебютный мейджорный альбом Hoobastank, ставший к январю 2002 года настоящим хитом и получил в США статус платинового. Несмотря на это, некоторые критики отозвались об альбоме негативно.
Выпущенные в поддержку альбома синглы «Crawling in the Dark» и «Running Away» также стали хитами, оказавшись в национальном чарте Billboard Hot 100 на 68 и 44 местах соответственно. Сам диск добрался до 25 строчки национального альбомного чарта Billboard 200, продержавшись в нём 50 недель.
Пластинка стала популярна не только в США, но и в других странах, что обеспечило успех концертной деятельности группы по Азии и Европе. К тому времени был выпущен третий сингл с альбома — «Remember Me», а песня «Crawling in the Dark» была использована в качестве саундтрека к фильму «Форсаж». Выпущенная вне альбома песня «Losing My Grip» стала частью саундтрека к фильму «The Scorpion King».
В самом конце 2001 года Hoobastank сыграли в Зале славы рок-н-ролла.
В 2002 году выходит EP-альбом The Target, состоящий из трёх новых песен — «The Critic», «Never Saw It Coming» и «Open Your Eyes». Помимо этого, в него вошли акустические версии четырёх ранее изданных композиций.
Hoobastank заняли 70 строчку в списке «Лучшие музыканты 2002 года».

### The Reason (2003—2004)
Hoobastank вернулись в студию весной 2003 года и приступили к записи нового материала. За продюсерское кресло сел Говард Бэнсон, ранее сотрудичавший с P.O.D., Cold и The Crystal Method. В августе работу в студии пришлось на время прервать, так как Дэн Эстрин получил травму при падении с мотоцикла. У Эстрина оказался перелом черепа с формированием кровяного сгустка. Если бы он не был удалён той же ночью, то Дэн мог умереть. К октябрю музыкант вылечился и группа отправилась в «Nokia Unwired Tour» с The All-American Rejects и Ozomatli.
The Reason появился в продаже 9 декабря 2003 года и произвел фурор в мире рок-музыки, вызвав восторг у меломанов многих стран. Вокал Робба стал жестче, а музыка приобрела более тяжёлое звучание. Первый сингл, «Out of Control», показал с точки зрения звучания агрессивную сторону группы. Песня стала последним треком, записанным для альбома The Reason. «Несколько наших записей посвящены теме религии, точнее полному отсутствию интереса к ней. В „Out of Control“ поётся об ослеплении и полному посвящению себя чему-либо. И это касается не только религии — бывает так, что человек полностью отдаёт свою жизнь работе, и в итоге заканчивает тем, что чувствует себя потерянным и разбитым» — говорит Робб.
Самое высокое место композиция заняла в чарте Billboard Alternative Songs, добравшись в нём до 9 строчки. Следующий же сингл — «The Reason» был выдержан в стиле поп, и, возможно, поэтому смог добиться такой популярности не только в альтернативных чартах, но и в других хит-парадах. В национальном чарте сингл добрался до второй строчки и стал самой успешной работой коллектива за всё время его существования. В Канаде он пробыл на верхних строчках топ-листов двадцать недель, обновив рекорд. «Я ещё полностью не осознал того, что произошло. Это похоже на мечту, которая воплощается в реальность» — сказал Дуг Робб, после того как узнал, что песня «The Reason» была номинирована на Грэмми. Также песня играла в заключительном сезоне сериала Друзья. Таким образом, Hoobastank существенно пополнили армию своих поклонников.
В 2003 году Hoobastank выступили на благотворительном шоу в школе калифорнийского города Калабас. "Когда мы узнали, что на завершение постройки школы не хватает денег, то решили, что нужно что-то предпринять, — объясняет Эстрин. «Мы осознаём всю важность школ для общества» — добавляет гитарист Дэн Эстрин.
В начале 2004 года Hoobastank приняли участие в туре «Meteora World Tour» вместе с Linkin Park.
Группа заняла 11 строчку в списке «Лучших музыкантов 2004 года».

### Every Man for Himself (2005—2006)
Начало 2005 года ознаменовалось для Hoobastank гастролями вместе с Velvet Revolver. Поклонники Velvet Revolver восприняли данное событие довольно негативно. После этого появились сообщения о конфликте между Роббом и Скоттом Вейландом, вокалистом Velvet Revolver. Позже Скотт в интервью для MTV News заявил, что у него хорошие отношения со всеми участниками данного коллектива и конфликт с ними — всего лишь слухи.
После гастролей с Velvet Revolver группу Hoobastank покинул Лаппалайнен. Место Маркку занял бывший участник панк-группы Tsunami Bomb Мэтт Маккензи.
3 февраля 2005 года в столице Таиланда Бангкоке состоялась церемония награждения победителей премии MTV Asia Awards. Hoobastank победили в категории «Лучший рок-коллектив». Собранные во время церемонии деньги были направлены на помощь жертвам цунами, которое, среди прочих стран, не пощадило и Таиланд.
В это же время группа приступила к работе над третьим студийным альбомом. Релиз был запланирован на декабрь, но был отложен ещё на полгода, так как музыканты не ставили себе жёстких временных рамок. «Для нас главное, чтобы нам самим на 100 процентов нравились песни», — пишет Эстрин. — «Только тогда будет издан диск. Излишняя спешка ни к чему»..

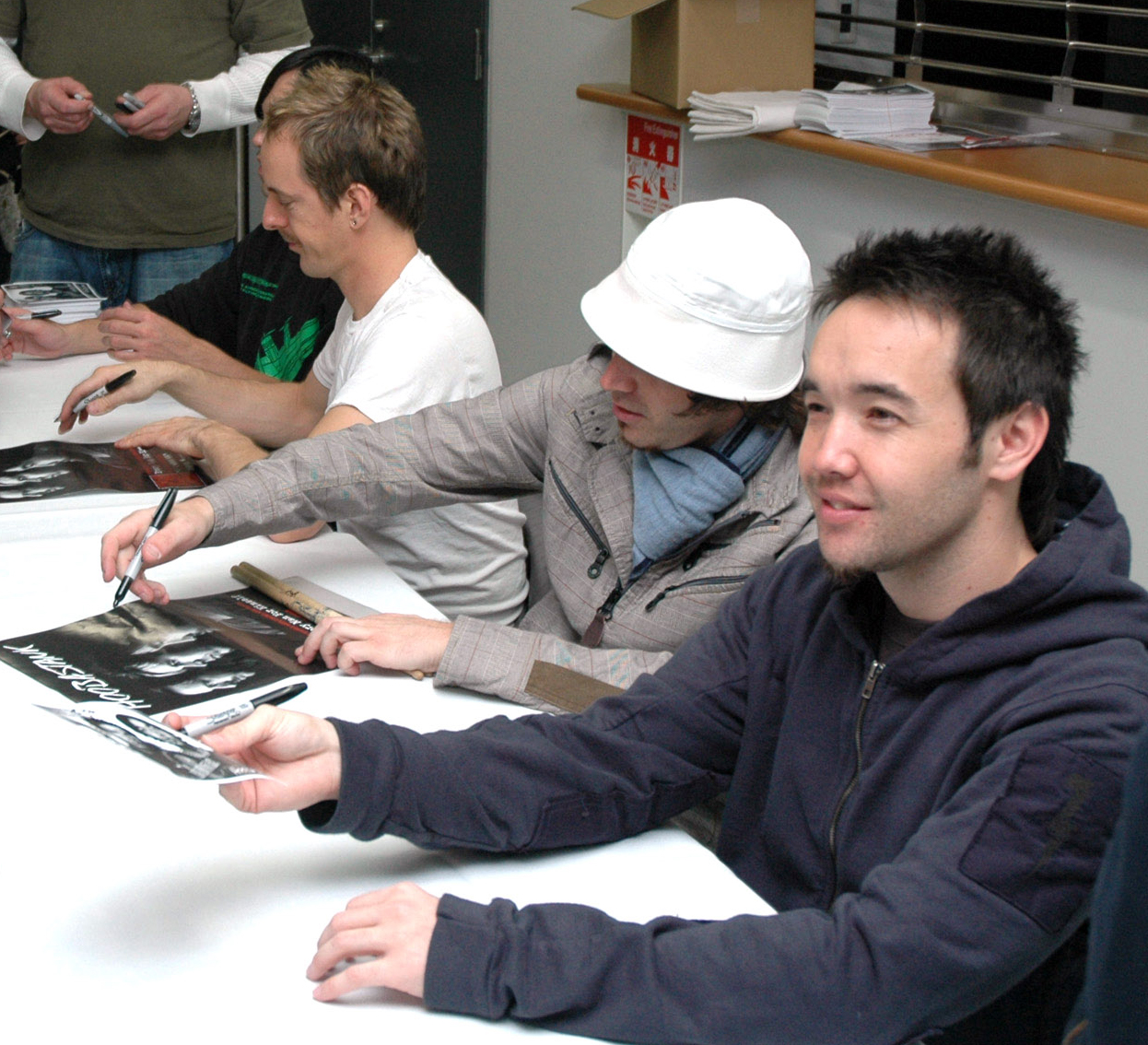
Январь 2007: группа раздаёт автографы

8 мая 2006 года Hoobastank выпустили свой третий альбом — Every Man for Himself. Музыка группы претерпела существенные изменения — каждая песня жанрово отличалась от последующей благодаря тому, что вокалист Даг Робб освоил новые приёмы, а музыканты пополнили комплект звукотехники новым оборудованием. «Новые песни очень чётко отразили идею о том, что каждый из нас сам может выбирать свой путь. Только от нас зависит, сможем ли изменить свою жизнь к лучшему, если в ней что-то идет не так», — говорит вокалист Hoobastank.
Пластинка оказалась на двенадцатой позиции в чарте Billboard. Несмотря на то, что синглы «If I Were You», «Inside Of You» и «Born To Lead» так и не добились высоких результатов в рок-рейтингах, сам альбом получил статус золотого. Четвёртым синглом была запланирована композиция «If Only», но из-за низких продаж трёх предыдущих, сингл был отменён.
В 2007 году Hoobastank много гастролировали, отыграв концерты в Америке, Азии, Австралии и Южной Африке.

### For(n)ever (2007—2009)
В октябре 2007 года Роб оставил сообщение на официальном сайте группы: «Для следующего альбома мы установили очень высокую планку», заявив, что у группы «больше идей при записи пластинки, чем когда-либо прежде». 2 июня 2008 на сайте появилась информация, что альбом почти завершён и дата выпуска будет объявлена в течение следующих нескольких недель. Но дальнейшая информация об альбоме поступила лишь 19 сентября: на веб-сайте MySpace Роб снова объявил, что «новый альбом Hoobastank почти завершён».
Таким образом, новый материал на самом деле не заставил себя долго ждать, и 13 октября 2008 года вышел сингл My Turn с грядущего, 5 студийного альбома группы. Композиция стала главной темой TNA Wrestling's Destination X 2009. Сама пластинка вышла 27 января 2009 года под названием For(n)ever, дебютировала на 26 месте в Billboard 200 и на 4 месте в Billboard Alternative Albums. Далее был выпущен сингл на «So Close, So Far».
Звучание группы снова подтверглось хотя и небольшому, но заметному изменению — оно стало более резким и пост-гранжевым, местами сырым и смелым. Песни балансируют на грани между классическим пост-гранжем с гаражным звуком и идеально подходящим для радиоэфиров поп-роком. Несмотря на тёплый приём альбома критиками и поклонниками, в чартах синглы оказались на достаточно скромных местах.
19 июня в Австралии вышел сингл и клип на «The Letter», записанный дуэтом с Ванессой Амороси. До этого песня была представлена в альбоме For(n)ever в оригинальной версии. Сингл поднялся в национальном австралийском чарте до 39 места.
Композиция «I Don’t Think I Love You» вошла в саундтрек к фильму «Трансформеры: Месть падших»
5 августа 2009 года был выпущен сборник хитов The Greatest Hits: Don't Touch My Moustache на «Universal Records» в Японии. Композиции, вошедшие в него, были специально отобраны фанатами группы на официальном сайте лейбла Hoobastank.

### Is This the Day? (2009—2010)
30 октября 2009, специально к хеллоуину, Hoobastank выпустили кавер-версию знаменитой песни «Ghostbusters» — главной музыкальной темы фильмов об охотниках за привидениями. Также вышел видеоклип этой песни.
2 сентября 2009 группа анонсировала акустический альбом.
8 декабря 2009 группа выпустила на iTunes концертный альбом Live From The Wiltern.
19 января 2010 группа выпустила песню «We Are One», вошедшую в Music For Relief — альбом в поддержку пострадавших на Гаити.
12 февраля 2010 вышел новый сингл «Never Be Here Again», который использовался в качестве музыкального приветствия американской сборной на Зимних Олимпийских играх 2010 года.
8 апреля 2010 был объявлен конкурс на лучшую обложку для акустического альбома. В конце апреля появилась более подробная информация о готовящемся релизе. Дэн Эстрин оставил сообщение на официальном сайте, в котором говорится, что альбом должен увидеть свет в течение нескольких месяцев. Помимо акустических версий старых песен группы, в него войдут и новые композиции.
В июне 2010 стало известно название акустического альбома — Is This the Day?, который был выпущен 4 августа 2010 года в Японии.

### Fight or Flight (с 2011)
18 января 2011 вышел сингл и клип группы Apocalyptica «Not Strong Enough», в которых Даг Робб принял участие в качестве вокалиста.
15 февраля 2011 года Даг через свой Твиттер объявил о том, что вскоре будет выпущен новый альбом, но точной даты названо не было.
В июне 2011 года группа отправилась в тур по Ираку, где выступала перед солдатами армии США в рамках тура USO Road Tour.
5 апреля 2012 года было объявлено названия грядущего альбома — Fight or Flight.
3 мая 2012 через сайт  группа поделилась своим новым синглом This is Gonna Hurt, а 4 мая на YouTube появилось лирик-видео со словами этой песни.
11 августа был обновлен официальный сайт группы http://hoobastank.com, на котором можно бесплатно заказать на свой почтовый ящик и получить новую песню группы «No Destination». Ровно через месяц состоялся релиз альбома.

## Музыка

### Влияние
Наибольшее влияние на группу оказали такие команды, как Tool и Alice in Chains с их тяжелым альтернативным звучанием. Hoobastank смягчили самые мрачные элементы музыки такого рода пригородным калифорнийским грувом, сделав её доступной для более широкой аудитории. Помимо этого, участники признают влияние драм-н-бейса на своё творчество.
Группы, стилистика которых не похожа на Hoobastank, но тем не менее, оказавшие влияние на творчество коллектива: Faith No More, Mr. Bungle, Van Halen, Metallica, Guns N' Roses, Red Hot Chili Peppers, Slipknot, Meshuggah, Phish, Bjork, Pink Floyd и Led Zeppelin.

### Музыкальный стиль
Hoobastank — группа альтернативного рока, сочетающая некоторое подобие металлических рифов и эмоциональную лирику. До альбома Hoobastank группа исполняла песни преимущественно в стиле фанк-рок и ска-рок. Однако доминирование ска-музыки практически не прослеживалось, так как из инструментов данного стиля использовался лишь саксофон.
С 2001 года звучание группы существенно преобразовалось из-за отказа от саксофона и сосредоточении на альтернативной музыке. С этого времени Hoobastank заправляют свои композиции постгранжем, смешанным с поп-роком и панк-роком.
Список стилей, которые присутствовали в творчестве группы за всё время её существования: альтернативный рок, постгранж, акустический рок, альтернативный метал, фанк-рок, поп-рок, панк-рок, ню-метал, софт-рок, инди-рок.

### Hoobastank о своём творчестве
Мы не делаем того, чего никто не делал до нас, что-то ультрасовременное; может это и не очень модно. Это просто рок с хорошей музыкой и лирикой. Лирикой, которая может пробудить у людей какие-то чувства.

Каждый раз, когда мы выпускаем альбом, у меня появляется чувство, что мы должны что-то всем доказать. Ведь всем не угодишь, тот кто может сделать всех счастливыми, скорее всего делает что-то не так. Так что я очень горжусь каждой нашей последней записью.

В нашей музыке больше позитива, чем страданий. К счастью, никого из нас родители не били, и жаловаться нам не на что, но нельзя сказать, что все наши песни — это только позитив.

Мы довольно простая группа. Мы всего-навсего поем свои песни. На наших концертах вы не увидите светового шоу, взрывов или ещё что-нибудь в этом роде.— Дуг Робб

## Номинации и награды
Во всех номинациях участвовали песня, видеоклип, либо альбом «The Reason».
- 2004 — MTV Video Music Awards Лучший музыкальный видеоклип (номинация)[38]
- 2004 — MTV Video Music Awards Лучший рок-клип (номинация)[39]
- 2004 — The ARC Weekly Top 40 Поп-песня года (победа)[40]
- 2005 — 47-я церемония «Грэмми» Лучший поп-вокал группы\дуэта (номинация)[41]
- 2005 — 47-я церемония «Грэмми» Лучший рок-альбом (номинация)[42]
- 2005 — 47-я церемония «Грэмми» Песня года (номинация)[43]
- 2005 — MTV Asian Awards Лучший рок-коллектив (победа)[21]

## О названии
По словам Робба, название группы не несёт в себе никакого смысла: «Вы хотите спросить меня, что означает название нашей группы? А ничего оно не означает. Просто звучит прикольно». Однако, 16 декабря 2003 года, давая интервью радиостанции «Loveline», он утверждал, что Hoobastank — название бензоколонки в Германии, недалеко от которой живёт его подруга.
Чуть позже, Крис Хесс говорил в одном из интервью: «Брат Дуга является вице-президентом „BMW Motorcycle“. Так вот, он живёт в Германии на улице „Hooba Street“. Мы долго выбирали название для группы, но ничего не приходило на ум, пока в один момент Дуг не предложил назваться Hoobastank».

## Критика
Hoobastank пользуются успехом у любителей альтернативной музыки, но ценители более тяжелой музыки отзываются о творчестве коллектива не слишком хорошо, объясняя это лёгкостью и несерьезностью как инструментальной составляющей, так и лирики группы.
Начиная с 2001 года, после перехода Hoobastank на пост-гранж звучание, критики массово высказывали недовольство о творчестве Hoobastank, характеризуя его «плаксивым» и «шаблонным». Некоторые находили смешение «нью-метала, модерн рока, пост-гранжа, приправленного хип-хопом и барабанами» забавным и интересным, но однообразность звучания всё же присутствовала.

Hoobastank является рок-группой, которая завтра же будет забыта. Да, у них есть несколько хороших песен. Но плохо то, что у них так мало идей.
Более поздние работы (Every Man for Himself, For(n)ever) вызывали у критиков позитивные эмоции, одобрялись различные эксперименты со звучанием и серьёзный подход к написанию текстов

.

Сегодня перед нами совершенно другие Hoobastank по сравнению с той группой, к которой мы привыкли. Возможно, они просто стали взрослее. Индивидуальность и личностный выбор — вот основные темы альбома Every Man for Himself.

На новой пластинке Hoobastank с оригинальным названием For(N)ever прежде всего выделяется звук — тот, с которым артисты пришли на большую сцену и добились своей популярности. Однако за этим звучанием кроется ещё и тот факт, что в музыке Hoobastank вновь появилась та неукротимая энергия, которая пошла на спад в их последних релизах.

## Участники группы

### Текущий состав
- Даг Робб (англ. Doug Robb) — вокал, ритм-гитара
- Дэн Эстрин (англ. Dan Estrin) — лид-гитара
- Крис Хессеy (англ. Chris Hesse) — ударные
- Джесси Чарленд (англ. Jesse Charland) — бас-гитара

### Бывшие участники
- Дерек Кван (англ. Derek Kwan) — саксофон (1997—1999)
- Маркку Лаплайнен (фин. Markku Lappalainen) — бас-гитара (1994—2005)
- Джереми Уоссер (англ. Jeremy Wasser) — саксофон (1995—2000)
- Джош Морью (англ. Josh Moreau) — бас-гитара (2006—2008)
- Давид Амезкуа (англ. David Amezcua) — бас-гитара (2008)

### Сессионные музыканты
- Йен Уоткинс (англ. Ian Watkins) — бэк-вокал в песне «Out of Control»(2003)
- Джейми Оливер (англ. Jamie Oliver) — бэк-вокал в песне «Out of Control» (2003)
- Ванесса Амороси (англ. Vanessa Amorosi) — вокал в песне «The Letter» (2009)

## Дискография
Студийные альбомы
- 1998 — They Sure Don't Make Basketball Shorts Like They Used To
- 2000 — Forward
- 2001 — Hoobastank
- 2003 — The Reason
- 2006 — Every Man For Himself
- 2009 — For(n)ever
- 2012 — Fight or Flight
- 2018 — Push Pull